# Alijó (freguesia)
Alijó es una freguesia portuguesa del concelho de Alijó, con 29,36 km² de área y 2 806 habitantes (2001). Densidad de población: 95,6 hab/km².